# Sativasur
Sativasur è un comune della Colombia facente parte del dipartimento di Boyacá.
Il centro abitato venne fondato da Hernan Perez de Quesada nel 1543, mentre l'istituzione del comune è del 23 gennaio 1976.